# Хајндман (Пенсилванија)
Хајндман (енгл. Hyndman) град је у америчкој савезној држави Пенсилванија.

## Демографија
По попису из 2010. године број становника је 910, што је 95 (-9,5%) становника мање него 2000. године.
| Група             | 2000.       | 2010.       |
| Белци             | 984 (97,9%) | 893 (98,1%) |
| Афроамериканци    | 0 (0,0%)    | 3 (0,3%)    |
| Азијати           | 0 (0,0%)    | 0 (0,0%)    |
| Хиспаноамериканци | 8 (0,8%)    | 7 (0,8%)    |
| Укупно            | 1.005       | 910         |